# Myxidium licodae
Myxidium licodae is een microscopische parasiet uit de familie Myxidiidae. Myxidium licodae werd in 2003 beschreven door Aseeva. 